# Джефферсон (округ, Орегон)
Шаблон:StateAbbr_ 44°38′ пн. ш. 121°10′ зх. д. / 44.63° пн. ш. 121.17° зх. д.
Округ Джефферсон (англ. Jefferson County) — округ (графство) у штаті Орегон, США. Ідентифікатор округу 41031.

## Історія
Округ утворений 1914 року.

## Демографія
За даними перепису
2000 року
загальне населення округу становило 19009 осіб, зокрема міського населення було 7252, а сільського — 11757.
Серед мешканців округу чоловіків було 9595, а жінок — 9414. В окрузі було 6727 домогосподарств, 5166 родин, які мешкали в 8319 будинках.
Середній розмір родини становив 3,16.
Віковий розподіл населення поданий у таблиці:
| Стать    | До 15 років | 15-21 | 22-29 | 30-39 | 40-49 | 50-65 | 65-85 | Понад 85 |
| -------- | ----------- | ----- | ----- | ----- | ----- | ----- | ----- | -------- |
| Чоловіки | 2410        | 931   | 887   | 1347  | 1290  | 1553  | 1097  | 80       |
| Жінки    | 2332        | 838   | 904   | 1270  | 1281  | 1603  | 1039  | 147      |

## Суміжні округи
- Васко — північ
- Вілер — схід
- Крук — південь
- Дешутс — південь
- Линн — захід
- Меріон — північний захід

## Виноски
1. ↑  U.S. Decennial Census. United States Census Bureau. Архів оригіналу за 26 квітня 2015. Процитовано 26 лютого 2015.
2. ↑  Historical Census Browser. University of Virginia Library. Архів оригіналу за 11 серпня 2012. Процитовано 26 лютого 2015.
3. ↑  Forstall, Richard L., ред. (27 березня 1995). Population of Counties by Decennial Census: 1900 to 1990. United States Census Bureau. Архів оригіналу за 19 лютого 2015. Процитовано 26 лютого 2015.
4. ↑  Census 2000 PHC-T-4. Ranking Tables for Counties: 1990 and 2000 (PDF). United States Census Bureau. 2 квітня 2001. Архів оригіналу (PDF) за 18 грудня 2014. Процитовано 26 лютого 2015.
5. ↑  State & County QuickFacts. United States Census Bureau. Архів оригіналу за 20 червня 2011. Процитовано 15 листопада 2013.(англ.) Наведено за англійською вікіпедією.
6. ↑  American FactFinder. Бюро перепису населення США. Архів оригіналу за 21 травня 2008. Процитовано 31 січня 2008.

| США | Це незавершена стаття з географії США. Ви можете допомогти проєкту, виправивши або дописавши її. |